# Organizacja konsumencka
Organizacja konsumencka – niezależna od przedsiębiorców i ich związków organizacja społeczna, do której zadań statutowych należy ochrona interesów konsumentów; organizacje konsumenckie mogą prowadzić działalność gospodarczą na zasadach ogólnych, o ile dochód z działalności służy wyłącznie realizacji celów statutowych.